# Indfødsretten
 "Indfødsretten" omdirigeres hertil. For begrebet "indfødsret", se Statsborgerskab.
Indfødsretten (også Indfødsretten af 1776 eller Forordning af 15. januar 1776) er en lov udstedt under Ove Høegh-Guldbergs styre, der gav fortrinsret til statslige embeder til statens egne borgere.
Indfødsretten af 15. jan. 1776 fremkaldtes af reaktionen mod Struensees fortrinsvis tyske regimente. Denne lov, der skyldtes Joachim Otto Schack-Rathlou og Høegh-Guldberg og udstedtes ved kgl. kabinetsordre uden om Statsrådet, havde til hensigt at sætte bom for den uskik, at landets embeder i et urimeligt omfang blev givet bort til udlændinge, fortrinsvis af tysk oprindelse, og den slog derfor fast, at det fra nu af skulle være en nødvendig egenskab for at få embeder i kongens riger og lande, at den pågældende var født i riget (Danmark, Norge og Holsten med underliggende lande) eller på grund af særlige forhold kunne opfattes som "lige med Indfødte". 
Denne lov betegnede sig selv i efterskriften som en "Grund-Lov" og for så vidt med rette, som den fik grundlæggende betydning, idet nu den vigtigste rettighed, som borgerne under enevældens statsskik kunne få, retten til embede i landet forbeholdtes alene en vis klasse danske statsborgere, nemlig de indfødte. 
Desuden bestemte denne lov første gang nærmere, hvem der retlig skulle anses for indfødte. Derunder faldt nemlig efter loven ikke blot de, der bogstaveligt var fødte i landet, men også de, der var fødte i udlandet af indfødte undersåtter, som på rejser eller for den kongelige tjenestes skyld var ude af landet, og desuden skulle også visse fremmede, skønt de ikke var fødte i landet, regnes lige med indfødte, når de søgte og fik naturalisationsbrev af kongen.
Videre end til at give indfødte undersåtter eneret til embeder samt med hensyn til adelige damer eneret til klostre i landet gik indfødsretten af 1776 dog ikke, og den ændrede derfor i og for sig ikke den tidligere opfattelse, hvorefter erhvervelse af fast bopæl i landet var nødvendig for, men også tilstrækkelig til at blive dansk undersåt og dansk statsborger.